# Бесконечный тупик
«Бесконечный тупик» — философский роман Дмитрия Евгеньевича Галковского. Основан на обширной, сложной сети примечаний, общее число которых составляет 949; таким образом, является гипертекстом.
Автор размышляет о России, о революции и большевиках, о русских писателях и философах, о своём отце и своей судьбе. Роман написан от первого лица, персонажа по имени Одиноков.
Наиболее часто встречающиеся в книге имена (в соответствии с именным указателем) — Бог, Гоголь, Достоевский, Ленин, Набоков, Одиноков, отец, Пушкин, Розанов, Владимир Соловьёв, Л. Н. Толстой, Чехов.
Книга была удостоена в 1997 году «Антибукеровской» премии, от которой Д. Е. Галковский отказался.

## История создания
Как указывает Галковский, это началось с интереса к Василию Васильевичу Розанову — практически забытому в СССР литератору и мыслителю. На философском факультете МГУ недолго существовал неофициальный кружок, для которого Д. Е. решил подготовить доклад. «Кружок вскоре распался. /…/ Доклад о Розанове я так и не прочёл», — пишет Галковский. Текст о Розанове получил название «Закруглённый мир». Как указано в интернет-публикации, он был написан с октября 1983 по август 1984, а в январе 1988 года автор создал вторую редакцию. Позже он стал приложением к интернет-публикации собственно «Бесконечного тупика».

### «Закруглённый мир». «Воскрешение» Василия Розанова
Галковский ставит в «Закруглённом мире» вопрос о том, насколько понимали Розанова современники. Правомерны ли крайние оценки — Розанов как беспринципный провокатор, «пошляк», «реакционер»? Галковский отвечает на этот вопрос отрицательно и выдвигает оригинальный тезис. А именно — Розанов есть, по Галковскому, наиболее глубокий мыслитель последних лет Российской империи, предвидевший её гибель («ту страшную дыру, в которую проваливалась его Россия»). Именно склонность Розанова к провокационной форме, парадоксальности, противоречиям, и интуитивный характер его мышления, по Д.Е., оказались сугубо продуктивны.
Галковский выделяет умение Розанова оценивать одно и то же событие с противоположных точек зрения. Розанов полагал, что истина «рассеяна», её знают все (sic) — а одним человеком она не постижима. Однако, приблизиться к этому можно, стараясь рассматривать окружающий мир по возможности разнообразно. Именно поэтому, полагает Д.Е., Розанов хотел сотрудничать с самими разными изданиями. Не только от «черносотенных» до радикально левых (в чём его часто упрекали), но и «от научно-популярных до эстетски-декадентских».
Из этого — согласно мнению Галковского — получается, что навешенные на Розанова ярлыки (беспринципный, «черносотенец», «антисемит») бессмысленны. При этом, в интерпретации Галковского, — Розанов был искренним и последовательным монархистом и человеком глубоко верующим.

### Процесс создания
Продолжая осмыслять наследие Розанова, Галковский пишет — по авторской датировке, с сентября 1984 по апрель 1985 — ещё одно эссе. Позже, при официальной публикации («Континент», 1994, № 81), оно получит название «Бесконечный тупик: исходный текст» и займёт больше 80 страниц.
В 1994 году, а позже при интернет-публикации, автор назовёт этот текст неудачно построенным. В «исходном тексте» уже́ начинается гипертекстовая игра: из него вырастает «сеть» примечаний к нему, а затем и к другим примечаниям. По поздним замечаниям Д. Е., именно примечания к этому эссе являются самодостаточным (гипер)текстом, а оно само не заслуживает внимания из-за неправильного тона, неудачной композиции, перегрузки цитатами.
Собственно «Бесконечный тупик» — 949 «примечаний» — сочинялся с марта 1985 по сентябрь 1988 года.
Пишущий о Розанове постоянно находится перед соблазном двух крайностей: крайности «отстранения» и крайности «растворения». С этой фразы начинается и «исходный текст», и собственно «Бесконечный тупик». «Рассказчик» «Бесконечного тупика», Одиноков, начинает с ускользающей природы Розанова, а заканчивает свой затянувшийся монолог («вот я и выговорился») мрачными мыслями о бессмысленности жизни. Сюжета в общепринятом понимании в «Бесконечном тупике» нет.

## Мнения и интерпретации

### Соединение Модерна и постмодерна
Павел Кузнецов в статье «Русский Феникс, или Что такое философия в России» отмечал: 
 
 «Возможно, одним из немногих сочинений 90-х годов, в котором соединилась оборванная традиция и драматическая современность, философия и литература, религиозные искания и нигилизм постмодерна, стал „Бесконечный тупик“ Д. Галковского, одиноко возвышающийся над другими сочинениями подобного типа». 

### Галковский как постмодернист
Вадим Петрович Руднев в Словаре культуры XX века высказывает ряд соображений о «Бесконечном тупике», разбирая текст произведения в широком контексте мировой культуры.
По Рудневу, текст «Бесконечного тупика» крайне «разнопланов и противоречив по своей художественно-философской идеологии», потому являясь типичным постмодернистским текстом. Исследователь сопоставляет «Бесконечный тупик» с «Бледным огнём» Владимира Набокова  и с творчеством Василия Розанова. По Рудневу, ключевые приёмы, применённые Дмитрием Евгеньевичем при порождении «Бесконечного тупика», — это текст в тексте, интертекст, гипертекст.
Сергей Оробий — во введении к [Оробий 2010] — ставит вопрос, следует ли втискивать «Бесконечный тупик» в «постмодернистские рамки», намекая, что это не продуктивно для интерпретации текста.
Тезис о «чудовищном идеологическом плюрализме» (опирающемся, по Рудневу, на наследие Василия Розанова) комментатор подтверждает следующим фактом. Когда «Бесконечный тупик» ещё не был опубликован целиком, фрагменты текста вызвали интерес у весьма разнородных изданий. Так, философский журнал «Логос» публиковал зарисовки Д.Е. о Владимире Сергеевиче Соловьёве. Фрагменты, касающиеся детства Одинокова — Галковского, появились на страницах «Нового мира» — условно мейнстримного издания эпохи. А «юдофобские» и иные «великодержавные» размышления (формулировка В.П.) заинтересовали «Наш современник» — издание, представляющее специфический извод русского национализма.
Среди смеси жанров в «Бесконечном тупике» в числе ключевых автобиография и, как её частный случай, — исповедь. «Исповедуясь», авторское alter ego — Одиноков — буквально «топит» читателя в рассуждениях. Его рассуждения, по Рудневу, «интересны, умны и провокативны».

### Основные темы произведения
Среди многих тем «Бесконечного тупика» можно выделить философию языка. Здесь Руднев вычленяет из текста Д.Е. следующие мысли. Русский язык (по Галковскому в интерпретации Руднева) обладает такими важными характеристиками:
- креативность (всё сказанное превращается в действительность)
- оборотничество, оно же револютативность (да, превращается — но в радикально карикатурном виде)
- провокативность (склонность к нарушающим ряд социальных конвенций формам юмора: «издевательству, глумлению, юродству»).

Галковский вторгается в область философии истории. Он опирается здесь на собственную версию философии языка — и на тот «несомненный» факт (тезис, явно проговариваемый Рудневым), что в некотором смысле литература в Российской империи заменила философию и стала важным орудием переконструирования реальности (здесь Руднев отсылает к судьбе романа «Что делать?» в русской истории и культуре).
Размышляя над русской историей, Галковский / Одиноков высказывает нетривиальную точку зрения на причины Русской Революции. Интерпретация Д.Е. в пересказе Руднева примерно такова. Мол, революционеров «придумало» царское правительство, полагая реально вредными для русского общества идеи славянофильства.
Сконструированные революционеры, в свою очередь, сконструировали реакционеров; тем самым общество Российской империи было существенно радикализовано (частный случай — «террористические побоища»).

«Ну а если бы Достоевского, так поумневшего, так просветлённого после каторги, тогда, в 1849 году, расстреляли, довели бы церемонию казни до конца? И „Бесов“ бы никто не написал. Не было бы „Бесов“. Но и „бесов“ тоже бы не было (и Крымскую войну, может, выиграли бы). Вот соединение какое „революции“ и „свободолюбивой культуры“.» 
 
 Галковский, «Бесконечный тупик»

Итак, революционное движение [в Российской империи] [согласно Одинокову / Галковскому / «Бесконечному тупику»] «написали», но написали неумело, по-русски, «топором и долотом», то есть не только креативно, но револютативно и провокативно. В результате получилась не история, а бесовское подобие истории с издевательством, юродством и глумлением над основами русской жизни. 
 Руднев, «Словарь культуры XX века» 
Отметим, что постмодернистские приёмы порождения текста не являются для Д.Е. самоцелью. Из текста «Бесконечного тупика», при определённой интерпретации, вычленимы те ценности, к которым автор относится — с достаточно высокой степенью вероятности — вполне серьёзно и уважительно.
Однако (приводит пример из текста Руднев) и вероятно сакральные (или хотя бы действительно значимые) для автора сущности подвергаются остранению и деконструкции. Примерами служат а) провокационная по форме фраза о Ф. М. Достоевском (процитирована выше); б) небольшая вставка о Серафиме Саровском, в которой заметен неконвенциональный подход к категории святости (вставка полностью процитирована в анализе Руднева).

/.../ Но Серафим Саровский действительно русский святой. Это святая русская ненависть к миру, издевательство над миром, обречение себя Богу.
Более того. Серафим любил мир. Так как его ненависть к нему была абсолютна и превращалась в абсолютную доброту, любование.
Галковский пишет о Серафиме Саровском 

## Рейтинги, награды, оценки
- В 2018 году «Бесконечный тупик» по результатам опроса экспертов в области книгоиздания и литературы вошёл в 100 главных книг постсоветского времени на портале «Год литературы» [3].

- Российский журналист и литературный обозреватель Юрий Сапрыкин назвал произведения Владимира Сорокина «Роман» и Виктора Астафьева «Прокляты и убиты» вместе с «Бесконечным тупиком» самыми важными книгами вышедшими в СССР и России в 1985-1995 годах[4]:

Роман-гипертекст, сканирующий, подвергающий сомнению, перекраивающий и сшивающий заново всю русскую мысль.

- Английский литератор Оливер Джеймс Реди вместе с произведениями Юрия Мамлеева, Юза Алешковского, Владимира Войновича относит «Бесконечный тупик» к одному из ключевых произведений русской постсоветской прозы 1960-1980-х годов [5].